# Lobolibethra
Lobolibethra is een geslacht van Phasmatodea uit de familie Diapheromeridae. De wetenschappelijke naam van dit geslacht is voor het eerst geldig gepubliceerd in 2007 door Hennemann & Conle.

## Soorten
Het geslacht Lobolibethra omvat de volgende soorten:
- Lobolibethra acheloa (Günther, 1940)
- Lobolibethra boliviana Hennemann & Conle, 2007
- Lobolibethra ignava (Westwood, 1859)
- Lobolibethra mainerii (Giglio-Tos, 1910)
- Lobolibethra mutica Hennemann & Conle, 2007
- Lobolibethra panguana Hennemann & Conle, 2007